# Roberto Rosales
Roberto José Rosales Altuve (Caracas, Distrito Federal, Venezuela, 20 de noviembre de 1988) es un futbolista venezolano que juega como defensa en el Deportivo Táchira de la Primera División de Venezuela. Es internacional con la selección nacional de Venezuela desde el año 2007.

## Trayectoria
Proviene de una humilde familia de futbolistas, de la populosa parroquia del oeste de Caracas 23 de Enero, su hermana Aileen Rosales es una jugadora de la Liga Nacional de fútbol femenino, al igual que su prima Oriana Altuve también jugadora de la selección nacional de fútbol femenina y del Real Betis Balompié.
Bajo las órdenes de Jorge Pérez Acosta y Alfredo Gallardo, a los 15 años paso al Deportivo Gulima con sede en la UTAL en San Antonio de Los Altos, estado Miranda. Participando en la Liga César del Vecchio y Torneo Nacional de clubes Sub-17 y Sub-20 antes de fimar con el Caracas Fútbol Club.

### Caracas FC
Rosales jugó en la filial del Caracas Fútbol Club aunque también vio varios minutos con el primer equipo.
El 27 de agosto de 2006 marcó su primer gol en su carrera y con el Caracas Fútbol Club B en la jornada 3 de la Segunda División Venezolana 2006/07 contra el San Tome Fútbol Club con victoria de su equipo 4-0, marcando el gol en el minuto 89.
En la Segunda División Venezolana 2006/07 marcó 2 goles distribuidos en (Torneo Apertura 1 y Torneo Clausura 1).
Roberto Rosales debutó en la Primera División de Venezuela y con el primer equipo del Caracas Fútbol Club en el Torneo Apertura de la Temporada 2006/2007 ante el Aragua Fútbol Club, el 5 de noviembre de 2006, en la cancha del Cocodrilos Sports Park, entrando en el segundo tiempo con victoria de Los Rojos del Ávila 2 por 0 sobre los Aurirojos. El entrenador del Caracas, Noel Sanvicente lo destacó como el lateral derecho de los rojos para las próximas temporadas, cosa que no se concretó por su marcha al exterior.
Luego del Sudamericano Sub-20 de 2007 realizado en Paraguay, Roberto fue a probar suerte en Europa con interés del club belga R. S. C. Anderlecht, pero no se concretó su traspaso debido a que el representante del Caracas Fútbol Club no llegó a un acuerdo con el club belga. Rosales al no ser fichado por el club belga, contactó a varios clubes de ese mismo país, siendo finalmente el K. A. A. Gante quien decidió probar al jugador.

### K. A. A. Gante
Después de un periodo a prueba, en mayo de 2007, Rosales con 18 años firmó contrato por 2 años con el K. A. A. Gante de la Primera División de Bélgica, con la opción de extenderlo por 2 años más.

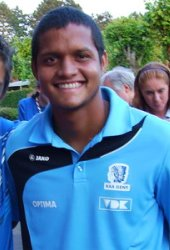
Roberto Rosales con el K.A.A. Gante.

El 14 de julio de 2007 debutó en el K. A. A. Gante en la Copa Intertoto de la UEFA contra el Cliftonville FC entrando de cambio en el segundo tiempo, el partido finalizó con resultado de 4-0 a favor.
El 16 de septiembre debutó en la Primera División de Bélgica en la jornada 6 contra el Standard Lieja entrando en el segundo tiempo y jugando 45 minutos con resultado de 1-1.
El 30 de enero de 2008 debutó en la Copa de Bélgica contra el KV Kortrijk entrando en el segundo tiempo y jugando 27 minutos con resultado de 1-5 en contra.
Al final en la Liga de Bélgica 2007/08 disputó 15 partidos 9 de titular jugando 915 minutos quedando en la posición número 6, en la Copa Intertoto de la UEFA 2007 disputó 1 partido jugando 20 minutos y en la Copa de Bélgica disputó 5 partidos 4 de titular jugando 387 minutos y disputando la final contra el Royal Sporting Club Anderlecht perdiéndola 3-2 y disputando los 90 minutos y como el Anderlecht es uno de los 3 primeros en la tabla el KAA Gent clasifica a la Copa de la UEFA.
En la pretemporada 2008 disputó 11 partidos (6 de titular) jugando 581 minutos. El 14 de agosto de 2008 debutó en la Copa de la UEFA en la ronda preliminar contra el Kalmar FF de Suecia con victoria de su equipo 2-1, disputando los 90 minutos.
En las rondas preliminares de la Copa de la UEFA 2008-09 disputó 2 partidos los 2 de titular jugando 147 minutos, siendo su equipo eliminado sin poder clasificar a la primera ronda.
El 14 de noviembre Rosales marca su primer gol en liga belga ante el KVC Westerlo en el minuto 8 del primer tiempo, aunque el K. A. A. Gante no pudo capitalizar la victoria jugando de visitante y así el KVC Westerlo ganó el partido 3 por 2 en la jornada 12.
El 1 de marzo de 2009 Rosales marca su segundo gol en liga belga ante el KSC Lokeren en el minuto 79.
El 28 de abril a Rosales le fue practicada una meniscectomía parcial del menisco interno de la rodilla derecha.
Para la temporada 2009-10, Roberto Rosales tendría su mejor temporada en Bélgica y sería la mejor de la historia del K. A. A. Gante teniendo más de 100 años de fundado (1900), los buffalos como se les conoce en todo el país, culminan con el Subcampeonato de la liga y con cupo a fase previa de la Liga de Campeones de la UEFA, marcando 3 goles y dando 7 asistencias durante la temporada.
Adicional a eso lo mejor llegaría más adelante el 15 de mayo de 2010, se convertiría en el segundo venezolano en ser campeón en suelo europeo, después de Fernando de Ornelas con el Celtic Football Club de Escocia en el año 2001. Ganando así el tercer título de Copa de Bélgica para el K. A. A. Gante, venciendo 3 goles por 0 al Círculo de Brujas, jugando los 90 minutos en la final y culminando en total con más de 3400 minutos en cancha durante la copa y liga, siendo un récord para un futbolista venezolano en el exterior con tan corta edad.

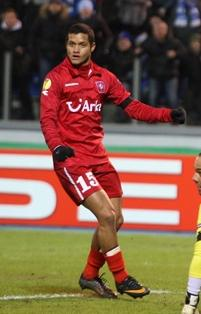
Rosales disputando un partido con el FC Twente.

### FC Twente
Después de una gran temporada en Bélgica y de la mano del director técnico Michel Preud'homme, Roberto Rosales fue transferido al  F. C. Twente de la Eredivisie de Holanda, por un costo de dos millones de euros, convirtiéndose así en el primer venezolano en jugar en la máxima competición del fútbol de ese país. También se convierte en el primer jugador internacional de Venezuela en jugar la fase de grupos de la Liga de Campeones de la UEFA, enfrentando al Inter de Milán, Werder Bremen y Tottenham Hotspur. Ante este último, en el último partido de la fase de grupos, redujo diferencias para su equipo, poniendo el 2-3 en el minuto 56, partido que acabaría 3-3, convirtiéndose así, en el primer venezolano en marcar un gol en la máxima competición continental europea.
Esa misma temporada terminaría en la segunda posición, a dos puntos del campeón, el Ajax. También conseguiría hacerse con el trofeo de campeón de la Copa de los Países Bajos 2010/11. En la temporada 2011/12 consiguen ganar la Copa y la Supercopa de los Países Bajos. En la siguiente campaña, su equipo acaba en la séptima posición y en la última con el equipo neerlandés alcanza la tercera posición. Roberto Rosales desde que entró al Twente disputó casi todos los partidos posibles, tanto como de la Eredivisie, como los torneos continentales (Liga de Campeones de la UEFA y Liga Europa de la UEFA), donde nunca pudo pasar de la fase de grupos.

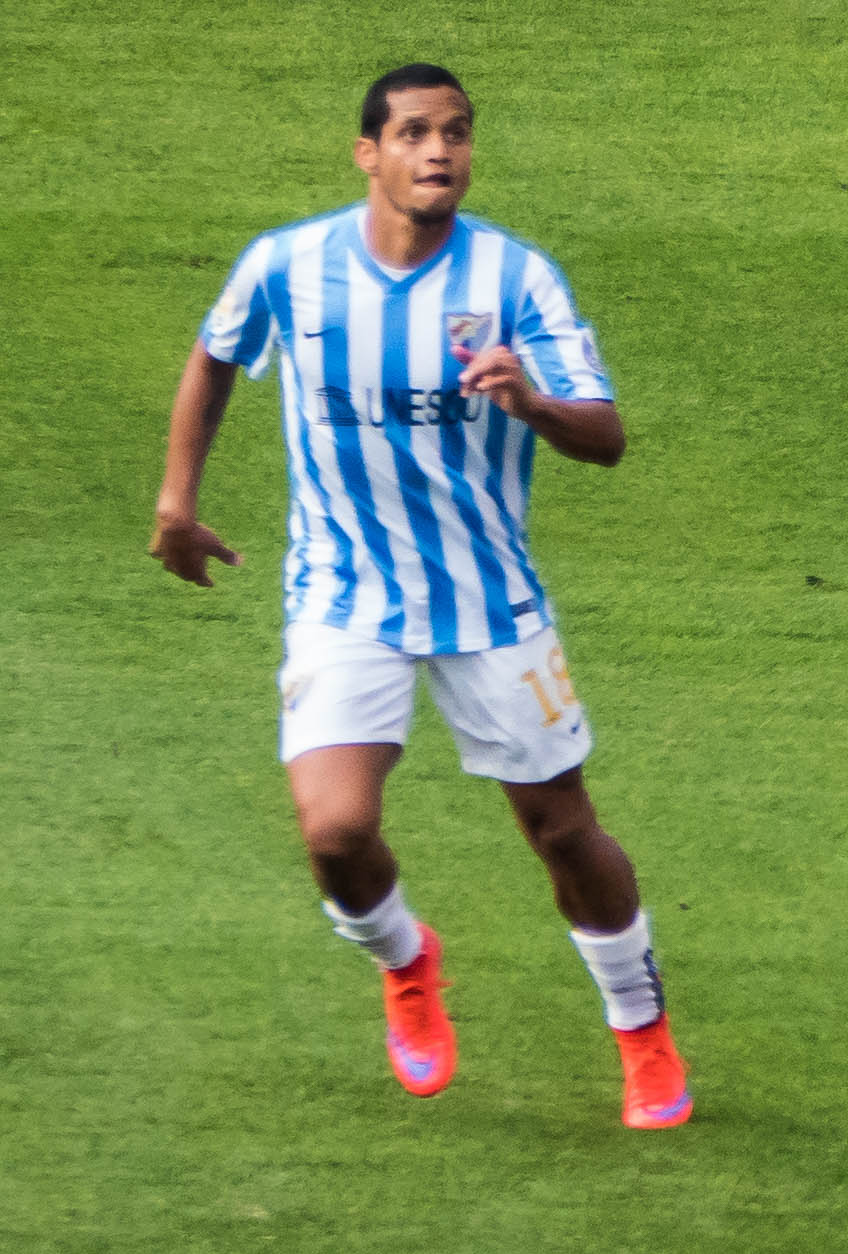
Rosales en un partido con el Málaga CF, en 2015.

### España
En verano de 2014, ficha por el Málaga C. F. procedente del F. C. Twente con carta de libertad tras haber acabado contrato. El Málaga C. F. cerró el contrato con el jugador para las próximas cuatro temporadas.
En febrero de 2015 estuvo en el 11 ideal de la Liga Española temporada 2014/2015. En la temporada 2017-18 fue nombrado capitán del equipo. En su paso por el Málaga llegó a disputar 146 partidos, marcando 2 goles y repartiendo 10 asistencias.
En la temporada 2018-19, fue cedido al R. C. D. Espanyol por una temporada, disputando 26 partidos, marcando 3 goles y repartiendo 2 asistencias. 
El 24 de julio de 2019, el C. D. Leganés de la Primera División lo fichó por 2 millones de euros, firmando contrato por 2 temporadas hasta 2021.
El 28 de agosto de 2021, tras rescindir su contrato con el C. D. Leganés, firmó por el AEK Larnaca de la Primera División de Chipre.

## Selección nacional

### Selección juvenil
Su primera representación con Venezuela se produjo en el Campeonato Sudamericano Sub-16 de 2004 disputado en Paraguay. Su equipo pasó de ronda como segundo mejor tercero y fue eliminado en cuartos de final por el anfitrión con derrota de 7-1, donde anotó el gol de descuento.
Con las inferiores de Venezuela participó en los Juegos Bolivarianos 2005 donde disputó los 5 partidos de titular contra Ecuador, Colombia, Bolivia clasificando a las semifinales ganándole 2-1 a Ecuador, llegando hasta la final perdiendo 1-0 contra Colombia jugando 450 minutos.
Con el dorsal 6, disputó 2 partidos en la ronda clasificatoria de los XX Juegos Centroamericanos y del Caribe contra Cuba y México quedando de primeros y clasificando a los cuartos de final, disputó el partido de cuartos contra El Salvador clasificando a las semifinales, disputó el partido contra Costa Rica clasificando a la final en la tanda de penaltis, disputó la final contra Colombia perdiendo y quedándose con la medalla de plata, en total disputó 5 partidos (todos de titular), marcando 1 gol contra Cuba, jugando 450 minutos, recibiendo 2 tarjetas amarillas.
En el Sudamericano Sub-20 Paraguay 2007, mostró ser uno de los mejores jugadores del torneo y fue indiscutiblemente el mejor de la representación venezolana, que estuvo dirigido por Amleto Bonacorso, de ser así que llegó a ser pretendido por el Udinese Calcio de la Serie A de Italia. Mostró un juego limpio de nivel en todos los partidos. Particularmente, rindió a un nivel monstruoso contra Argentina. Lamentablemente Venezuela no pudo pasar de ronda, quedando con una victoria ante los charrúas 1 por 0 con gol anotado de Irwin Anton, y tres derrota ante Ecuador, Argentina y Colombia.
Disputó los 4 partidos de titular contra Uruguay, Ecuador, Argentina y Colombia jugando los 90 minutos.

### Selección de mayores

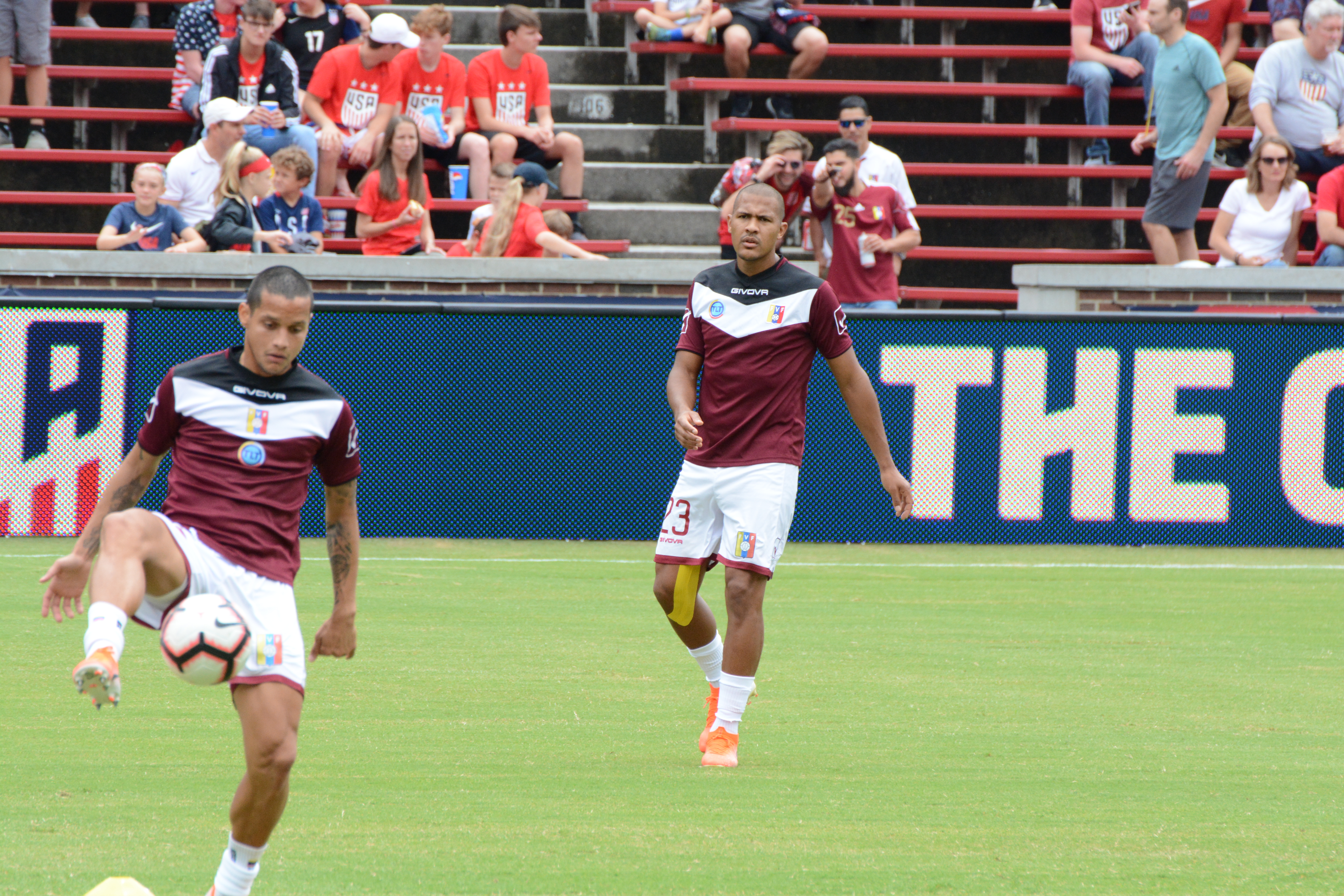
Roberto Rosales (izq.) junto a Salomón Rondón (der.) durante el calentamiento previo a un partido amistoso entre Estados Unidos y Venezuela, en 2019.

Debutó en la selección de fútbol de Venezuela en un partido amistoso disputado contra selección de fútbol de Nueva Zelanda el 28 de marzo de 2007 disputado en el estadio José Encarnación "Pachencho" Romero de Maracaibo con resultado de 5-0 a favor disputando 44 minutos entrando en el segundo tiempo.
Debutó en una Eliminatoria al Mundial contra Argentina el 16 de octubre de 2007 disputado en el Estadio José Encarnación Romero de Maracaibo con resultado de 0-2 a favor de Argentina, disputando 44 minutos entrando en el segundo tiempo sustituyendo a Luis Vallenilla. 
Tras la ida de Richard Páez, el relevo generacional empleado por el nuevo entrenador, César Farías, le va dando nuevos minutos al lateral derecho. Con joven edad, disputó 5 partidos de las Eliminatorias al Mundial de Sudáfrica 2010. Se estableció en la selección mayor, y entre 2010 y 2011, disputó 11 partidos amistosos con su combinado nacional en preparación de la Copa América 2011. En dicho torneo, forma parte del elenco protagónico de 'La Vinotinto' que alcanza el cuarto puesto, donde Rosales jugó todos los minutos posibles.
En las Eliminatorias al Mundial 2014, disputó 13 de los 16 partidos posibles, excepcionando los encuentros ante Ecuador, donde no jugó ningún titular, y contra Argentina y Colombia por una lesión en el abductor de la pierna izquierda. Venezuela alcanzó el sexto lugar en la tabla, a cinco puntos de la clasificación.

### Participaciones internacionales

#### Categorías menores
| Competición                           | Sede     | Resultado        | Partidos | Goles |
| ------------------------------------- | -------- | ---------------- | -------- | ----- |
| Sudamericano Sub-16 2004              | Paraguay | Segunda fase     | 4        | 1     |
| Juegos Bolivarianos 2005              | Colombia | Medalla de plata | 5        | 0     |
| J. Centroamericanos y del Caribe 2006 | Colombia | Medalla de plata | 5        | 1     |
| Sudamericano Sub-20 2007              | Paraguay | Primera fase     | 4        | 0     |

#### Selección absoluta
| Competición             | Sede           | Resultado        | Partidos | Goles | Aist. |
| ----------------------- | -------------- | ---------------- | -------- | ----- | ----- |
| Amistosos               | Amistosos      | Amistosos        | 40       | 1     | 3     |
| Eliminatoria 2010       | Sudamérica     | 8.º lugar        | 6        | 0     | 0     |
| Copa América 2011       | Argentina      | 4.º lugar        | 6        | 0     | 0     |
| Eliminatoria 2014       | Sudamérica     | 6.º lugar        | 13       | 0     | 0     |
| Copa América 2015       | Chile          | Primera fase     | 3        | 0     | 0     |
| Copa América Centenario | Estados Unidos | Cuartos de final | 2        | 0     | 0     |
| Copa América 2019       | Brasil         | Cuartos de final | 4        | 0     | 0     |
| Eliminatoria 2018       | Rusia          | 10.º lugar       | 6        | 0     | 1     |
| Copa América 2021       | Brasil         | Fase de grupos   | 1        | 0     | 0     |
| Eliminatoria 2022       | Catar          | 10.º lugar       | 8        | 0     | 0     |
| Total                   | Total          | Total            | 88       | 1     | 4     |

### Goles internacionales
| #  | Fecha               | Lugar                                            | Rival    | Gol | Resultado | Competición         |
| -- | ------------------- | ------------------------------------------------ | -------- | --- | --------- | ------------------- |
| 1. | 1 de junio de 2019  | Hard Rock Stadium, Miami Gardens, Estados Unidos | Ecuador  | 1-0 | 1-1       | Amistoso            |
| #. | 25 de marzo de 2019 | Municipal de Montilivi, Gerona, España           | Cataluña | 1-1 | 2-1       | Amistoso no oficial |

## Clubes
| Club                       | País         | Año       | Partidos | Goles | Asistencias |
| -------------------------- | ------------ | --------- | -------- | ----- | ----------- |
| Caracas F. C.              | Venezuela    | 2006-2007 | 2        | -     |             |
| K. A. A. Gante             | Bélgica      | 2007-2010 | 89       | 5     | 11          |
| F. C. Twente               | Países Bajos | 2010-2014 | 156      | 4     | 22          |
| Málaga C. F.               | España       | 2014-2019 | 146      | 2     | 10          |
| R. C. D. Espanyol (cedido) | España       | 2018-2019 | 26       | 3     | 2           |
| C. D. Leganés              | España       | 2019-2021 | 48       | 1     | 1           |
| AEK Larnaca                | Chipre       | 2021-2023 | 71       | 1     | 6           |
| Sport Recife               | Brasil       | 2023-2024 | 28       | 1     | 2           |
| Deportivo Táchira          | Venezuela    | 2024-     | 20       | 2     | 4           |

## Palmarés

### Títulos nacionales
| Título                        | Club                | País         | Año     |
| ----------------------------- | ------------------- | ------------ | ------- |
| Primera División de Venezuela | Caracas Fútbol Club | Venezuela    | 2006-07 |
| Copa de Bélgica               | K. A. A. Gante      | Bélgica      | 2009-10 |
| Supercopa de los Países Bajos | F. C. Twente        | Países Bajos | 2010    |
| Copa de los Países Bajos      | F. C. Twente        | Países Bajos | 2010-11 |
| Supercopa de los Países Bajos | F. C. Twente        | Países Bajos | 2011    |
| Campeonato Pernambucano       | Sport Recife        | Brasil       | 2024    |
| Torneo Clausura               | Deportivo Táchira   | Venezuela    | 2024    |
| Primera División              | Deportivo Táchira   | Venezuela    | 2024    |